# Iron Duke (lokomotiv)
För slagskeppet, se HMS Iron Duke.

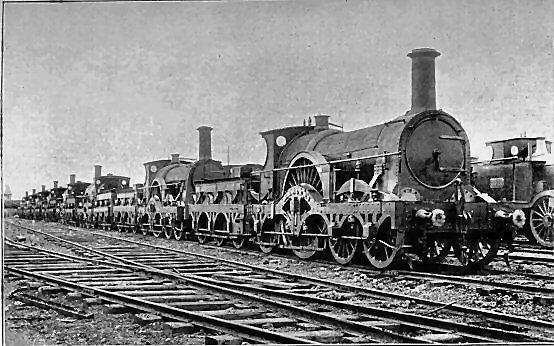
Iron Duke-lok uppställda för skrotning

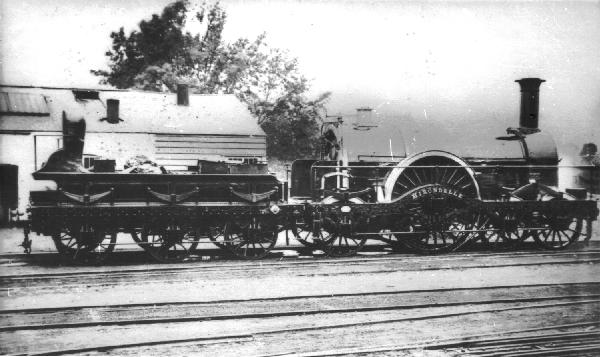
Hirondelle

Iron Duke (4-2-2) var en klass med bredspåriga snälltågslokomotiv  inom Great Western Railways.

## Historia
Prototyploket, Great Western, byggdes med axelföljd]en 2-2-2 i april 1846, men byggdes efter ett axelbrott på främre löpaxeln om till 4-2-2. Loktypen var mycket framgångsrik och användes, efter uppgradering och namnbyte på klassen, tills bredspåret lades ned 1892. Namnet fick de efter Hertigen av Wellington, som i folkmun kallades för the Iron Duke.
Loktypen var mycket snabb och hade en topphastighet på 80 mph (133 km/h). De användes för snälltåg, till exempel prestigetåget Flying Dutchman som under flera årtionden var världens snabbaste reguljära tågförbindelse. De var extrema i sin design med 8 fots drivhjul (2,43 m) och utomliggande ramverk.
Från 1865 gavs klassen ett nytt namn, Alma. 1870 påbörjades en omfattande uppgradering av 3 lok (Great Britain, Prometheus och Estafette) med nya ramverk och ångpannor. Dessa placerade i en ny klass som kallades Rover. De senare loken fick namn efter de lok de ersatte, men var i egentlig mening helt nya lok, även om vissa delar återanvändes från de skrotade loken. Lord of the Isles (det sista av de ursprungliga loken) sparades av GWR i Swindon GWR men skrotades 1906 på grund av platsbrist. Drivaxeln från loket är, förutom namnskylten, det enda som bevarats.

## Lok

### 2-2-2 Great Western
- Great Western (1846–1846), med samma namn som järnvägen byggdes för att vidareutveckla den framgångsrika Fire Fly-klassen. Loket fick axelbrott på främre löpaxeln och byggdes om som ett 4-2-2-lok och tillfördes Iron Duke-klassen.

### Iron Duke class

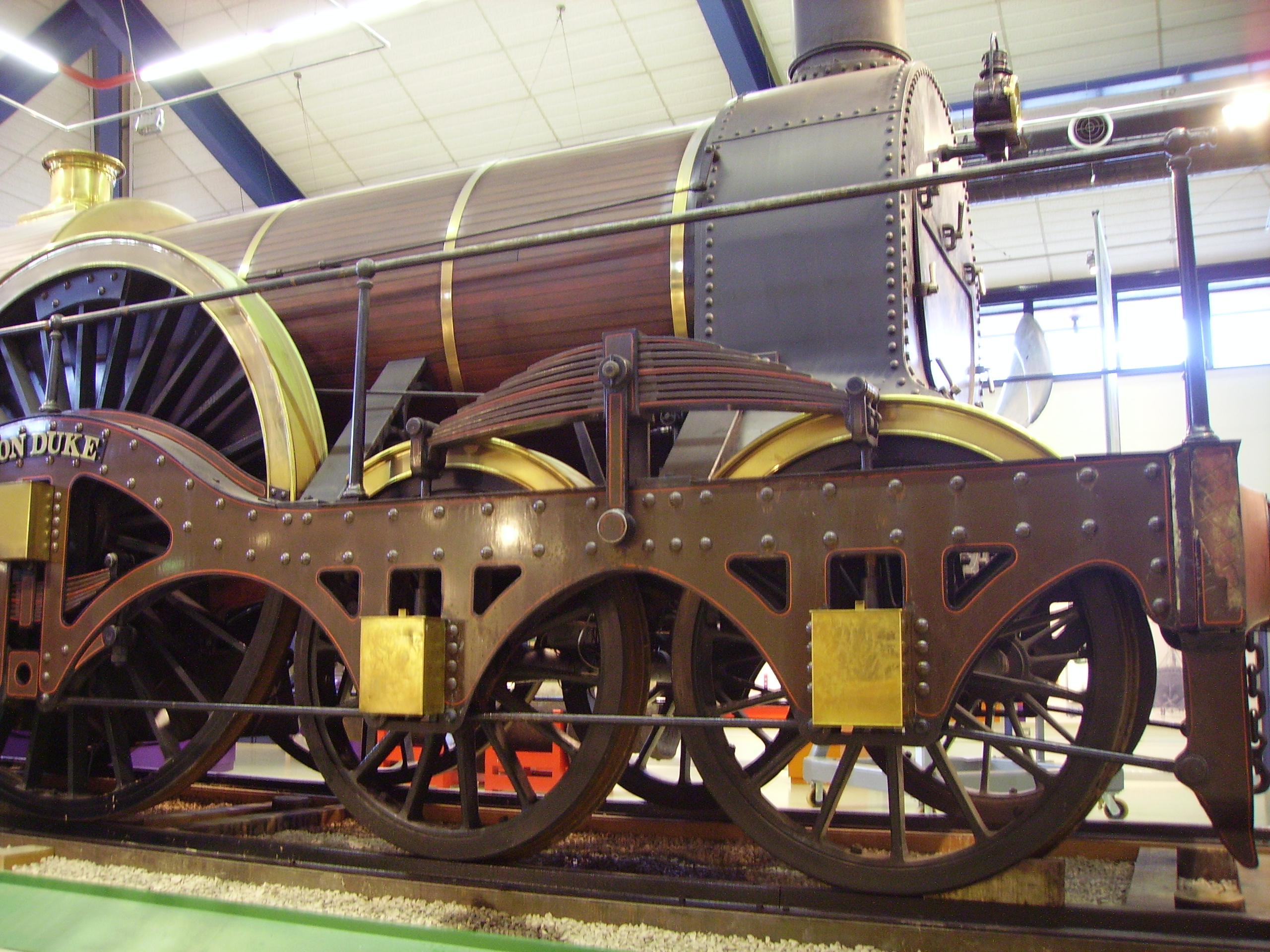
Iron Duke, en kopia på Järnvägsmuseet i York

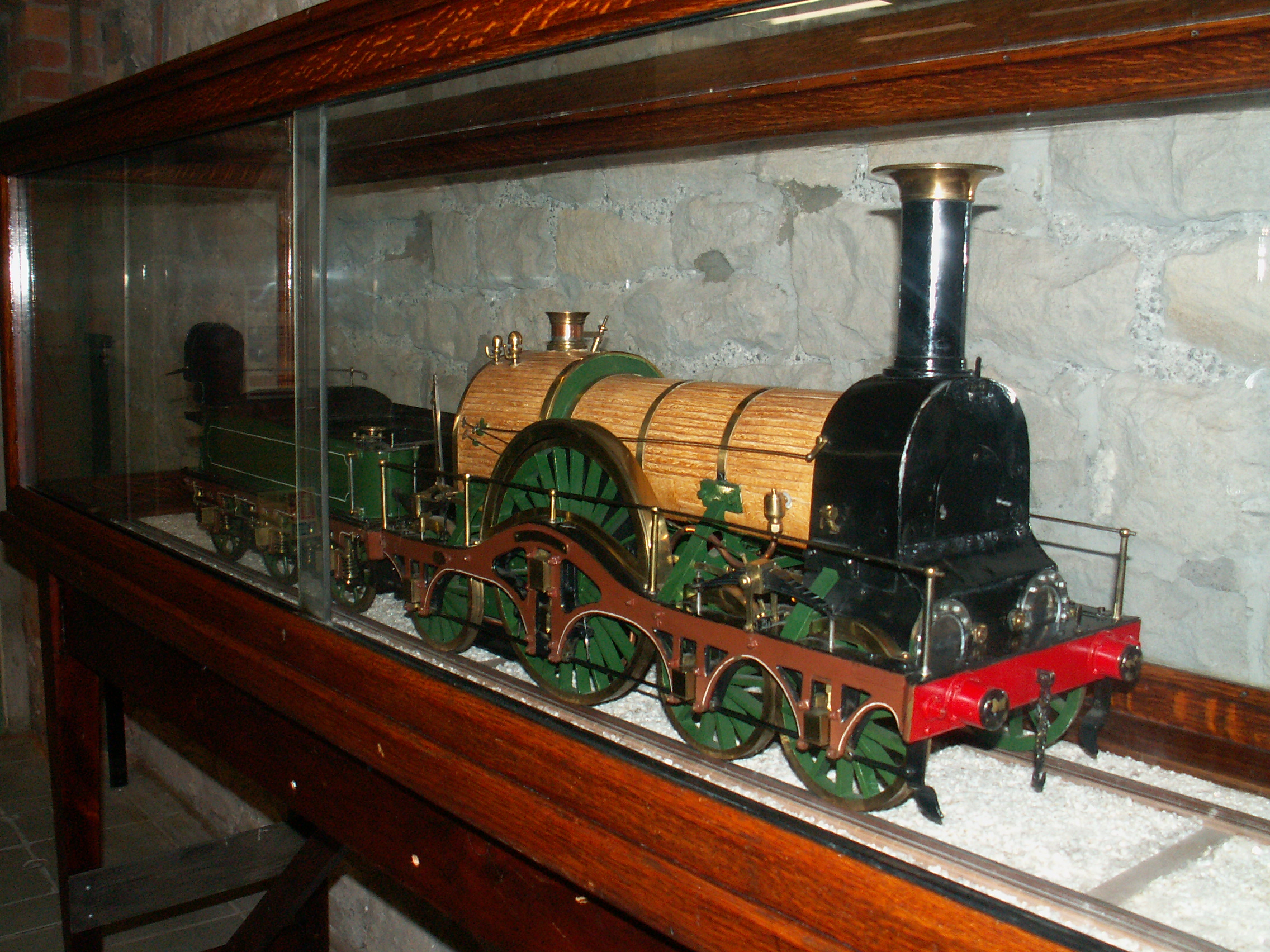
Iron Duke, Modell på STEAM, Swindon

- Alma (1854–1872)
- Amazon (1851–1877)
- Balaklava (1854–1871)
- Courier (1848–1877)
- Crimea (1855–1876)
- Dragon (1848–1872)
- Emperor (1847–1873)
- Estafette (1850–1884)
- Eupatoria (1855–1876)
- Great Britain (1847–1880)
- Great Western (1846–1870)
- Hirondelle (1848–1873)
- Inkermann (1855–1877)
- Iron Duke (1847–1871)

- Kertch (1855–1872)
- Lightning (1847–1878)
- Lord of the Isles (1851–1884)
- Pasha (1847–1876)
- Perseus (1850–1880)
- Prometheus (1850–1887)
- Rougemont (1848–1879)
- Rover (1850–1871)
- Sebastopol (1855–1880)
- Sultan (1847–1874)

- Swallow (1849–1871)
- Tartar (1848–1876)
- Timour (1849–1871)
- Tornado (1849–1881)
- Warlock (1848–1874)
- Wizard (1848–1875)

### Rover class

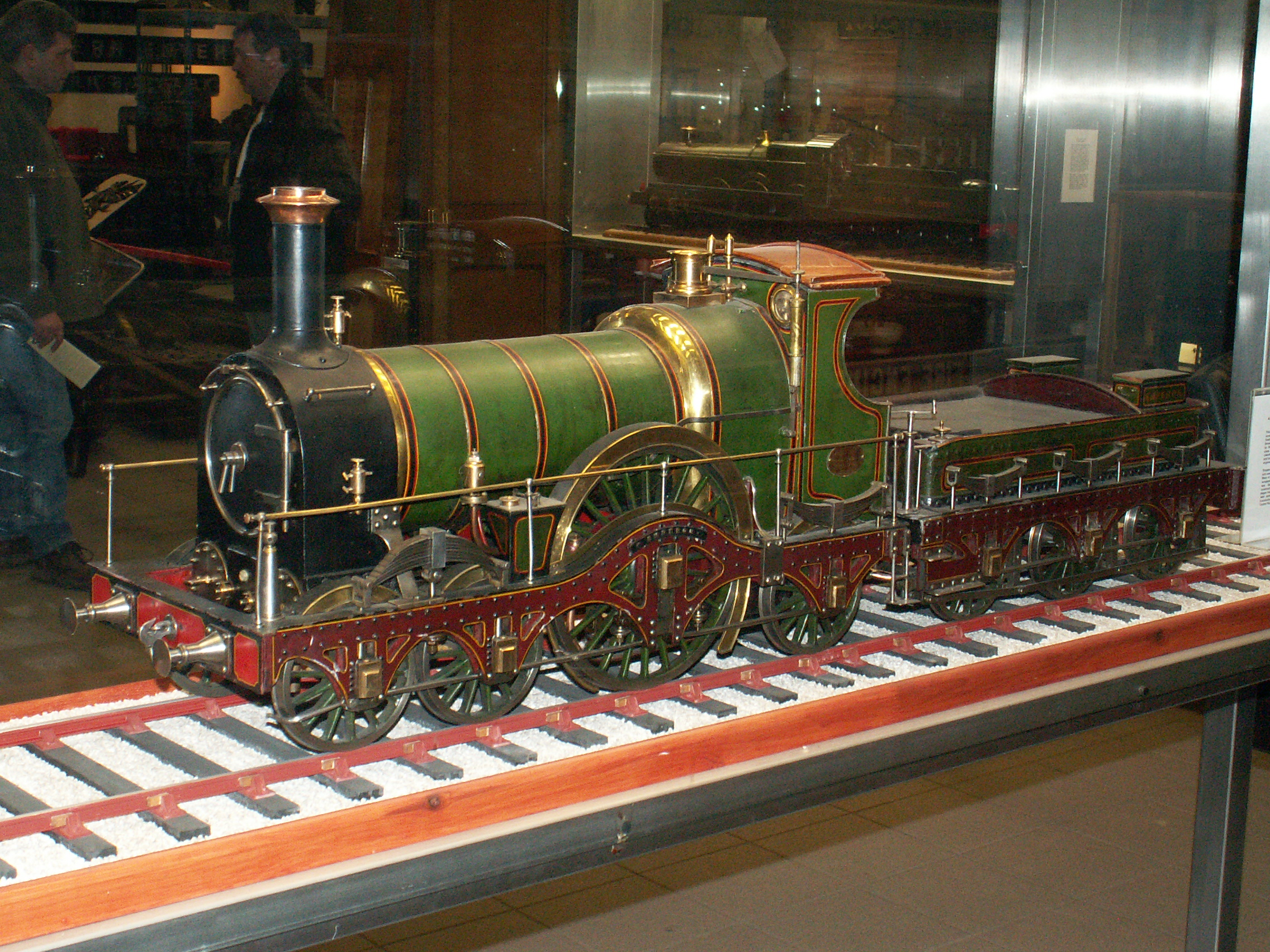
Modell av Emperor på STEAM, Swindon. Notera hytten som tillkom efter uppgradering

- Alma (1880–1892)
- Amazon (1878–1892)
- Balaklava (1871–1892)
- Bukeley (1880–1892)
- Courier (1878–1892)
- Crimea (1878–1892)
- Dragon (1880–1892)
- Emperor (1880–1892)

- Eupatoria (1878–1892)
- Great Britain (1880–1892)
- Great Western (1888–1892)
- Hirondelle (1873–1890)
- Inkermann(1878–1892)
- Iron Duke (1873- 1892)
- Lightning (1878–1892)
- Prometheus (1888–1892)
- Rover (1871–1892)
- Sebastopol (1880–1892)
- Sultan (1876–1892)
- Swallow (1871–1892)
- Tartar (1876–1892)
- Timour (1873–1892)
- Tornado (1888–1892)
- Warlock (1876–1892)

### Replika
1985 byggdes en fungerande kopia av Iron Duke med delar från skrotade Hunslet Austerity-lok när man firade Great Western 150. Ångpannans certifikat har gått ut och loket får ej längre köras. De ägs och visas vid brittiska järnvägsmuseet i York.